# Georgia Hale
Georgia Hale (24 de junho de 1905 - 7 de junho de 1985) foi uma atriz norte-americana da era do cinema mudo.Se destacou ao participar do filme em busca do ouro de Charlie Chaplin.